# Adama Bojang
Adama Bojang (Bakau, 28 maggio 2004) è un calciatore gambiano, attaccante del Grasshoppers in prestito dallo Stade Reims.

## Carriera

### Club
Bojang ha iniziato a giocare a calcio nello Steve Biko in Gambia, dove ha debuttato in prima squadra nel 2021. Il 6 agosto 2023 è stato ingaggiato dallo Stade Reims con cui ha firmato un contratto quinquennale. Ha debuttato in prima squadra il 26 novembre dello stesso anno giocando i minuti finali dell'incontro perso 3-1 contro il Rennes.
Nella stagione 2024-2025 ha giocato in prestito ai Grasshoppers, con cui ha messo a segno 6 reti in 16 presenze nella pima divisione svizzera.

### Nazionale
Ha giocato nella nazionale gambiana Under-20, con la quale nel 2023 ha partecipato ai Mondiali di categoria.
Nel 2024 ha esordito nella nazionale maggiore gambiana.

## Statistiche

### Presenze e reti nei club
Statistiche aggiornate al 3 agosto 2024.
| Stagione        | Squadra         | Campionato      | Campionato | Campionato | Coppe nazionali | Coppe nazionali | Coppe nazionali | Coppe continentali | Coppe continentali | Coppe continentali | Altre coppe | Altre coppe | Altre coppe | Totale | Totale | Totale |
| Stagione        | Squadra         | Comp            | Pres       | Reti       | Comp            | Pres            | Reti            | Comp               | Pres               | Reti               | Comp        | Pres        | Reti        | Pres   | Reti   |        |
| --------------- | --------------- | --------------- | ---------- | ---------- | --------------- | --------------- | --------------- | ------------------ | ------------------ | ------------------ | ----------- | ----------- | ----------- | ------ | ------ | ------ |
| 2023-2024       | Stade Reims 2   | N3              | 8          | 8          |                 | -               | -               |                    | -                  | -                  |             | -           | -           | 8      | 8      |        |
| 2023-2024       | Stade Reims     | L1              | 9          | 0          | CF              | 2               | 0               |                    | -                  | -                  |             | -           | -           | 11     | 0      |        |
| Totale carriera | Totale carriera | Totale carriera | 17         | 8          |                 | 2               | 0               |                    | -                  | -                  |             | -           | -           | 19     | 8      |        |

## Pamarès

### Individuale
- XI All Star Team della Coppa delle nazioni africane Under-20: 1

Egitto 2023